# Faruj
Fārūj (farsi فاروج) è il capoluogo dello shahrestān di Faruj, circoscrizione Centrale, nella provincia del Khorasan settentrionale. Aveva, nel 2006, una popolazione di 10.039 abitanti.